# Die Schuldigkeit des ersten Gebots

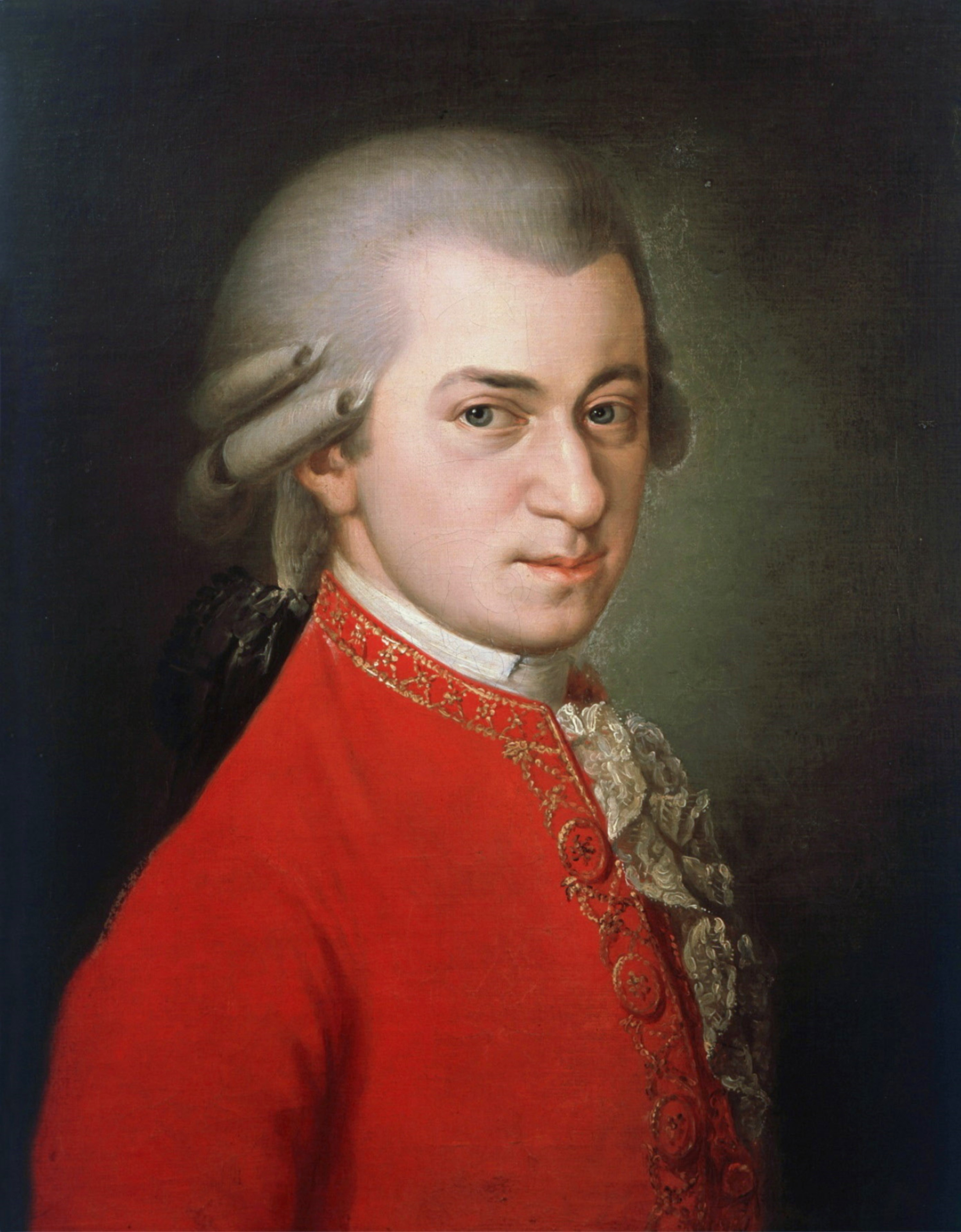
Wolfgang Amadeus Mozart

Die Schuldigkeit des ersten Gebotes (Förpliktelsen till det första budet) (K. 35) är ett andligt sångspel (geistliches Singspiel) med musik av Wolfgang Amadeus Mozart från 1767 när han var 11 år. Det är Mozarts första opera, eller mer specifikt andligt skådespel, som titeln antyder. Librettot antas numera vara skrivet av Ignatz Anton von Weiser, även om Johann Adam Wieland eller Jakob Anton Marianus Wimmer tidigare varit föreslagna (librettots framsida tillskriver det endast till "J.A.W.".) Endast den första delen av operan komponerades av Mozart; den andra och tredje delen slutfördes av Michael Haydn och Anton Cajetan Adlgasser respektive. Men dessa två delar har gått förlorade. Del 1 av operan framfördes första gången den 12 mars 1767 i ärkebiskopens palats i Salzburg. Del 2 framfördes den 19 mars och del 2 den 26 mars.

## Historia
Det var Mozarts första musikdramatiska verk och komponerades när han var elva år. Endast den första delen skrevs av Mozart, medan de två andra skrevs av hans lärare Michael Haydn och Anton Cajetan Adlgasser. I Salzburg var det vanligt att dela upp ett andligt sångspel mellan flera kompositörer. Librettot skrevs av Ignatz Anton von Weiser även om det sägs att Johann Adam Wieland först föreslog idén och det är hans namn som står på librettot. Mozart komponerade endast del första delen av operan och de andra komponerade "del två" och "del tre". Dessa två delar har emellertid gått förlorade. Framförandena skedde huvudsakligen i Salzburg. Operan består av många recitativ för alla roller, och varje roll sjunger en till tre arior. Personerna i operan består av två tenorer: Christgeist och Christ (en kristen), och tre sopraner: Barmherzigkeit, Gerechtigkeit och Weltgeist. Operan innehåller inga körer. Orkestern består av (2 flöjter, 2 oboer, 2 fagotter, 2 valthorn, generalbas, stråkar).
Del I av operan framfördes första gången den 12 mars 1767 i Riddarsalen i ärkebiskopens palats i Salzburg. Del II framfördes den 19 mars och del III den 26 mars.

## Personer
| Roller                                                                               | Röstläge | Premiärbesättning 12 mars 1767 |
| ------------------------------------------------------------------------------------ | -------- | ------------------------------ |
| Gerechtigkeit, den gudomliga rättvisan                                               | sopran   | Maria Anna Braunhofer          |
| Christgeist, kristendomens ande                                                      | tenor    | Franz Anton Spitzeder          |
| Barmherzigkeit, den gudomliga barmhärtigheten                                        | sopran   | Maria Magdalena Lipp           |
| Ein lauer und hinnach eifriger Christ, en halvhjärtad men sedermera hängiven kristen | tenor    | Joseph Meissner                |
| Weltgeist, världsligheten                                                            | sopran   | Maria Anna Fesemayer           |

## Musiknummer
- Sinfonia Allegro
- Recitativo: Die löblich' und gerechte Bitte
- No. 1 Aria: Mit Jammer muß ich schauen
- Recitativo: So viele Seelen Fall
- No. 2 Aria: Ein ergrimmter Löwe brüllet
- Recitativo: Was glaubst du?
- No. 3 Aria: Erwache, fauler Knecht
- Recitativo: Er reget sich
- Recitativo: Wie, wer erwecket mich?
- No. 4 Aria: Hat der Schöpfer dieses Leben
- Recitativo: Daß Träume Träume sind
- No. 5 Aria: Jener Donnerworte Kraft
- Recitativo: Ist dieses, o so zweifle nimmermehr
- No. 6 Aria: Schildre einen Philosophen
- Recitativo: Wen hör' ich nun hier in der Nähe
- No. 7 Aria: Manches Übel
- Recitativo: Er halt mich einem Kranken gleich
- Recitativo: Hast du nunmehr erfahren
- No. 8 Terzetto: Laßt mir eurer Gnade Schein